# Careproctus telescopus
Careproctus telescopus és una espècie de peix pertanyent a la família dels lipàrids.

## Descripció
- La femella fa 14 cm de llargària màxima.
- Nombre de vèrtebres: 59-61.[4]

## Hàbitat
És un peix marí i demersal que viu entre 260 i 307 m de fondària.

## Distribució geogràfica
Es troba al mar de Barentsz.

## Observacions
És inofensiu per als humans.